# رينهولد ماثي
رينهولد ماثي (مواليد 12 أبريل 1962) هو لاعب كرة قدم ألماني سابقاً وقد لعب كمهاجم خلال فترة مسيرته.  لعب لبايرن ميونيخ لمدة سبع سنوات وفاز بأربعة ألقاب ألمانية وثلاثة كؤوس. تقاعد بسبب الإصابة في عام 1993.

## مرتبة الشرف
بايرن ميونيخ
- الدوري الألماني : 1980-81 ، 1984-85 ، 1985-86 ، 1986-87
- DFB-Pokal : 1981-82 ، 1983-84 ، 1985-86
- كأس أوروبا : الوصيف 1981-82

## روابط خارجية
- Reinhold Mathy على بيانات كرة القدم. دي إي باللغة الألمانية